# Garcia I d'Aragó
Garcia I d'Aragó, dit el Dolent (? - 843), fou comte d'Aragó (820-833).

## Família
Garcia era fill del noble aragonès Galí Belascotenes. Es casà amb Matrona, filla d'Asnar I Galí, comte d'Aragó. Va matar el seu cunyat Centulf i va repudiar a Matrona per casar-se amb Nunila de Pamplona, filla d'Ènnec Arista, rei de Pamplona, amb la que va tenir un fill, Galí Garcés.
Ènnec li va proporcionar un petit exèrcit amb el qual va deposar el seu ex-sogre Asnar I i va prendre el govern del comtat d'Aragó (cap al 820). Segons la tradició, tot va venir perquè Centulf i el seu germà Galí li van gastar una broma tancant-lo en un paller el dia de Sant Joan.
El 824, va donar suport a Ènnec contra una expedició franca a Navarra ordenada per Lluís el Pietós i comandada pels comtes Eble i Asnar. Amb l'ajuda de Mussa ibn Mussa, de la família dels Banu Qasi, els francs van ser derrotats.
Segons algunes fonts, cap al 833 va deixar el govern del comtat al seu fill Galí Garcés. Però també és possible que continués governant fins a la seva mort el 843. Sembla que Galí, el fill d'Asnar I, va aconseguir ajuda dels francs per recuperar el tron del seu pare, i que va matar Garcia fent-lo caure per un barranc.